# Mračni prolaz (1947.)
Mračni prolaz (eng. Dark Passage) je film noir Delmera Davesa iz 1947. s Humphreyjem Bogartom i Lauren Bacall. Film je temeljen na romanu Davida Goodisa. Bio je to treći od četiri filma koje su snimili stvarni životni suputnici Bogart i Bacall.
Glazba Franza Waxmana je ona ista koja je korištena u filmu Imati i nemati (1944.), na kojem je ostao nepotpisan. Ovaj film, kao Lady in the Lake godinu ranije, koristi subjektivnu kamermansku tehniku u kojoj gledatelj vidi radnju kroz Bogartove oči. U vrijeme objavljivanja filma, Bogart je bio najplaćeniji holivudski glumac, zarađujući više od 450 tisuća dolara godišnje.

## Lokacije snimanja
Dijelovi filma snimljeni su na lokaciji u San Franciscu, Kalifornija, uključujući scenu s tramvajem. Greška u filmu se javlja kad Bogart sjeda na tramvaj O'Farrell, Jones, and Hyde u ulici Powell, a silazi na Market Streetu, ruti koja nije postojala sve do deset godina kasnije kad su dvije linije kombinirane u liniju Powell-Hyde.

## Radnja
Osuđeni ubojica Vincent Parry (Bogart) pobjegne iz zatvora San Quentin, a sklonište mu pruža Irene Jansen (Bacall), umjetnica koja se zainteresirala za njegov slučaj. Uz pomoć prijateljskog taksista, Sama (Tom D'Andrea), Parry se podvrgava plastičnoj operaciji lica koja će mu omogućiti da se skrije od vlasti i otkrije pravog ubojicu svoje žene. Počinju poteškoće u vezi skrivanja kod Irene jer nju posjećuje Madge Rapf (Agnes Moorehead), pakosna žena čije ga je svjedočenje poslalo u zatvor.

## Vanjske poveznice
- Mračni prolaz u internetskoj bazi filmova IMDb-a
- Film Noir of the Week review  Arhivirana inačica izvorne stranice od 5. svibnja 2006. (Wayback Machine)